# Ait Boudaoud
Ait Boudaoud (Arabisch: أيت بوداود, Ayt Bu-Dāwud; Tamazight: ⴰⵢⵜ ⴱⵓⴷⴰⵡⴷ) is een kleine gemeente in de Marokkaanse provincie Zagora. De gemeente ligt vlak bij Tazzarine en op 80 kilometer afstand van de stad Zagora.
Ait Boudaoud telt ongeveer 5439 inwoners (2014).

## Lokale instellingen
Elke donderdag wordt er een wekelijkse openluchtmarkt (souk) gehouden.

## Aangrenzende gemeenten
- Tazzarine
- Taghbalte
- N'kob
- Ait Ouallal (Ait Ouzzine)